# Le Glèbe
Pour l’article homonyme, voir Le Glèbe (Ottawa).
Le Glèbe est une ancienne commune suisse du canton de Fribourg, située dans le district de la Sarine.

## Histoire
En 1652, un énorme incendie a détruit le village dans son entier.
Au prix d’un énorme effort, les habitants mirent 3 ans à le reconstruire.
L'ancienne commune de Le Glèbe a été fondée le 1er janvier 2003 à la suite de la fusion des anciennes communes d'Estavayer-le-Gibloux, Rueyres-Saint-Laurent, Villarlod et Villarsel-le-Gibloux. Elle tire son nom du Glèbe, ruisseau affluent de la Glâne qui l'irrigue.
Le 1er janvier 2016, elle fusionne avec Corpataux-Magnedens, Farvagny, Rossens et Vuisternens-en-Ogoz pour former la nouvelle commune de Gibloux.

## Géographie
Selon l'Office fédéral de la statistique, l'ancienne commune de Le Glèbe mesurait 1 037 ha. 8,2% de cette superficie correspond à des surfaces d'habitat ou d'infrastructure, 72,7% à des surfaces agricoles et 19,0% à des surfaces boisées.

## Démographie
Selon l'Office fédéral de la statistique, Le Glèbe compte 1 260 habitants en 2023. Sa densité de population atteint 122 hab./km2.
Le graphique suivant résume l'évolution de la population de Le Glèbe entre 1850 et 2008 (en incluant les communes fusionnées pendant cette période) :